# همه خانم‌های قلعه این کار را خیلی دوست دارند
همه خانم‌های قلعه این کار را خیلی دوست دارند (ایتالیایی: Alle dame del castello piace molto fare quello) که با نام زنان بی‌حیای بالزاک (انگلیسی: The Brazen Women of Balzac) هم شناخته می‌شود، یک فیلم کمدی آلمانی به کارگردانی «یوزف زاخار» است که در سال ۱۹۶۹ منتشر شد.

## بازیگران
- ادویژ فنش
- یواخیم هانسن
- گوستاو کنوت
- زیگهارت روپ
- میکیلا می
- رالف وولتر
- والتر بوشهاف
- آنجلیکا اُت
- سیسی لووینگر
- کریستین شوبرت